# Fernand Van Rymenant
Fernand Van Rymenant (* 6. Oktober 1943 in Aarschot; † 3. Oktober 2011 in Löwen) war ein belgischer Radrennfahrer.

## Sportliche Laufbahn
Van Rymenant war im Straßenradsport und im Querfeldeinrennen (heutige Bezeichnung Cyclocross) aktiv. Als Amateur startete er mit der Nationalmannschaft bei den Straßenradsport-Weltmeisterschaften 1965. Er belegte im Einzelrennen den 13. Platz und war damit bester Belgier.
Von 1968 bis 1971 war er Unabhängiger und Berufsfahrer. Er gewann einige Kriterien in Belgien. 1970 wurde er Zweiter im Grote Prijs Dulieu hinter Frans Verbeek. 1971 gewann er den Omloop van Walderen. 1971 wurde er Dritter im Gullegem Koerse. In den letzten Jahren seiner Karriere bestritt er als Teamkollege von Eric De Vlaeminck nur noch Querfeldeinrennen.

## Familiäres
Sein Großvater August Van Rymenant war ebenfalls Radrennfahrer.